# Geuzenveld-Slotermeer
Geuzenveld-Slotermeer était l'un des quinze arrondissements de la ville d'Amsterdam, aux Pays-Bas. En 2010, il a été fusionné avec les quartiers de Osdorp et Slotervaart pour former le nouvel arrondissement de Amsterdam-Nieuw-West. Situé à l'extrême ouest de la ville, l'arrondissement était lui-même composé de plusieurs quartiers : Spieringhorn, Slotermeer-Noordoost, Slotermeer-Zuidwest, Geuzenveld et Eendracht.
Depuis 2001, l'ancien arrondissement fait l'objet de travaux importants dans le cadre d'un plan de renouvellement urbain baptisé Richting Parkstad 2015 (littéralement « Objectif Parkstad 2015 »). Dans le cadre de ce projet, plusieurs milliers d'habitations ont été ou vont être détruites pour laisser place à des bâtiments neufs. Depuis le début des travaux, les quartiers composant l'arrondissement ont ainsi été modifiés et sont aujourd'hui Slotermeer-Noordoost, Slotermeer-Zuidwest, Geuzenveld, Osdorp Midden, Kolenkit et Slotervaart,.
En mars 2007, Geuzenveld-Slotermeer a été intégré dans une liste de quarante quartiers problématiques au niveau national (De 40 wijken van Vogelaar), auxquels l'État s'engage à verser plus de fonds et à accorder plus d'attention.